# Calificările pentru Campionatul Mondial de Fotbal 2010 (OFC)
La calificările pentru Campionatul Mondial de Fotbal 2010 pentru zona OFC au luat parte 10 selecționate naționale ce au concurat pentru a obține un loc în playofful interconfederații.

## Jocurile Pacificului de Sud
Tragerea la sorți a avut loc la data de 12 iunie 2007 în Auckland, Noua Zeelandă. Tuvalu nu era membru FIFA și nu era eligibil pentru a obține locul de playoff.

### Faza grupelor

#### Grupa A
| Echipa         | M | V | E | Î | GM | GP | G   | Pct |
| -------------- | - | - | - | - | -- | -- | --- | --- |
| Fiji           | 4 | 3 | 1 | 0 | 25 | 1  | +24 | 10  |
| Noua Caledonie | 4 | 3 | 1 | 0 | 6  | 1  | +5  | 10  |
| Tahiti         | 4 | 1 | 1 | 2 | 2  | 6  | −4  | 4   |
| Insulele Cook  | 4 | 1 | 0 | 3 | 4  | 9  | −5  | 3   |
| Tuvalu         | 4 | 0 | 1 | 3 | 2  | 22 | −20 | 1   |

| Tahiti | 0 – 1  | Noua Caledonie   |
| ------ | ------ | ---------------- |
|        | Report | Wajoka 9' (pen.) |

| Fiji | 16 – 0 | Tuvalu |
| --- | ------ | ------ |
| Krishna 6' 14' 22' Rabo 11' 34' 45' Baleitoga 17' Tiwa 28' 30' Vakatalesau 42' 46' 65' 73' 82' 89' Finau 68' (pen.) | Report |        |

| Tuvalu | 0 – 1  | Noua Caledonie |
| ------ | ------ | -------------- |
|        | Report | Kabeu 52'      |

| Fiji                                                | 4 – 0  | Insulele Cook |
| --------------------------------------------------- | ------ | ------------- |
| Vakatalesau 19' Waqa 40' Bukalidi 63' Kainihewe 82' | Report |               |

| Tuvalu     | 1 – 1  | Tahiti        |
| ---------- | ------ | ------------- |
| Sekifu 87' | Report | Willams 45+1' |

| Noua Caledonie    | 3 – 0  | Insulele Cook |
| ----------------- | ------ | ------------- |
| Kabeu 35' 51' 85' | Report |               |

| Insulele Cook                             | 4 – 1  | Tuvalu            |
| ----------------------------------------- | ------ | ----------------- |
| Mateariki 28' 69' Le Mouton 88' Tom 90+3' | Report | Willis 83' (o.g.) |

| Tahiti | 0 – 4  | Fiji                                       |
| ------ | ------ | ------------------------------------------ |
|        | Report | Waqa 17' Baleitoga 38' Vakatalesau 49' 73' |

| Noua Caledonie | 1 – 1  | Fiji          |
| -------------- | ------ | ------------- |
| Wajoka 44'     | Report | Kainihewe 56' |

| Insulele Cook | 0 – 1  | Tahiti      |
| ------------- | ------ | ----------- |
|               | Report | Tinorua 64' |

#### Grupa B
| Echipa           | M | V | E | Î | GM | GP | G   | Pct |
| ---------------- | - | - | - | - | -- | -- | --- | --- |
| Insulele Solomon | 4 | 4 | 0 | 0 | 21 | 1  | +20 | 12  |
| Vanuatu          | 4 | 3 | 0 | 1 | 23 | 3  | +20 | 9   |
| Samoa            | 4 | 2 | 0 | 2 | 9  | 8  | +1  | 6   |
| Tonga            | 4 | 1 | 0 | 3 | 6  | 10 | −4  | 3   |
| Samoa Americană  | 4 | 0 | 0 | 4 | 1  | 38 | −37 | 0   |

| Insulele Solomon                                                                                           | 12 – 1 | Samoa Americană |
| --- | ------ | --------------- |
| Totori 12' 15' Menapi 20' (pen.) 41' 75' 82' Fa'arodo 43' Waita 58' 85' Bebeu 69' Molea 77' Takayama 90+2' | Report | Ott 55' (pen.)  |

| Vanuatu                                       | 4 – 0  | Samoa |
| --------------------------------------------- | ------ | ----- |
| Iwai 21' Naprapol 43' Poida 66' Soromon 90+2' | Report |       |

| Insulele Solomon                      | 4 – 0  | Tonga |
| ------------------------------------- | ------ | ----- |
| Menapi 5' 12' Fa'arodo 51' Maemae 66' | Report |       |

| Samoa Americană | 0 – 7  | Samoa                                                                   |
| --------------- | ------ | ----------------------------------------------------------------------- |
|                 | Report | Tumua 24' 51' Faaiuaso 29' Cahill 43' (pen.) 67' Fonoti 61' Michael 76' |

| Samoa Americană | 0 – 15 | Vanuatu |
| --------------- | ------ | --- |
|                 | Report | Poida 19' Mermer 24' 45' 45+1' 68' Sakama 43' 79' 90+1' Chichirua 56' Iwai 62' Tomake 72' Soromon 81' 84' 86' 90+2' |

| Samoa                     | 2 – 1  | Tonga    |
| ------------------------- | ------ | -------- |
| Faaiuaso 45+1' Taylor 83' | Report | Feao 54' |

| Tonga                                        | 4 – 0  | Samoa Americană |
| -------------------------------------------- | ------ | --------------- |
| Moala 37' (pen.) Palu 54' 61' K. Uhatahi 86' | Report |                 |

| Vanuatu | 0 – 2  | Insulele Solomon       |
| ------- | ------ | ---------------------- |
|         | Report | Bebeu 60' Fa'arodo 64' |

| Samoa | 0 – 3  | Insulele Solomon         |
| ----- | ------ | ------------------------ |
|       | Report | Totori 1' 37' Maemae 69' |

| Tonga       | 1 – 4  | Vanuatu                       |
| ----------- | ------ | ----------------------------- |
| Savieti 50' | Report | Soromon 24' 34' 41' Maleb 76' |

### Faza eliminatorie

#### Semifinalele
| Insulele Solomon        | 2 – 3  | Noua Caledonie                      |
| ----------------------- | ------ | ----------------------------------- |
| Fa'arodo 40' Menapi 47' | Report | Kabeu 37' P. Toto 54' Mercier 90+4' |

| Fiji                                             | 3 – 0  | Vanuatu |
| ------------------------------------------------ | ------ | ------- |
| Baleitoga 44' Vakatalesau 69' (pen.) Krishna 70' | Report |         |

#### Finala mică
| Insulele Solomon | 0 – 2  | Vanuatu                  |
| ---------------- | ------ | ------------------------ |
|                  | Report | Soromon 45+3' Sakama 50' |

#### Finala
| Noua Caledonie | 1 – 0  | Fiji |
| -------------- | ------ | ---- |
| Hmae 61'       | Report |      |

| Noua Caledonie                                              |
| ----------------------------------------------------------- |
| Format:Jocurile Pacificului de Sud-big AL V-lea titlu titlu |

Cele trei medaliate Noua Caledonie, Fiji și Vanuatu s-au calificat pentru Cupa Națiunilor OFC 2008.

## Cupa Națiunilor OFC 2008
| Echipa         | M | V | E | Î | GM | GP | G  | Pct |
| -------------- | - | - | - | - | -- | -- | -- | --- |
| Noua Zeelandă  | 6 | 5 | 0 | 1 | 14 | 5  | +9 | 15  |
| Noua Caledonie | 6 | 2 | 2 | 2 | 12 | 10 | +2 | 8   |
| Fiji           | 6 | 2 | 1 | 3 | 8  | 11 | −3 | 7   |
| Vanuatu        | 6 | 1 | 1 | 4 | 5  | 13 | −8 | 4   |

|                | Fiji  | Noua Caledonie | Noua Zeelandă | Vanuatu |
| -------------- | ----- | -------------- | ------------- | ------- |
| Fiji           | –     | 3 – 3          | 0 – 2         | 2 – 0   |
| Noua Caledonie | 4 – 0 | –              | 1 – 3         | 3 – 0   |
| Noua Zeelandă  | 0 – 2 | 3 – 0          | –             | 4 – 1   |
| Vanuatu        | 2 – 1 | 1 – 1          | 1 – 2         | –       |

| Echipa         | M | V | E | Î | GM | GP | G  | Pct |
| -------------- | - | - | - | - | -- | -- | -- | --- |
| Noua Zeelandă  | 6 | 5 | 0 | 1 | 14 | 5  | +9 | 15  |
| Noua Caledonie | 6 | 2 | 2 | 2 | 12 | 10 | +2 | 8   |
| Fiji           | 6 | 2 | 1 | 3 | 8  | 11 | −3 | 7   |
| Vanuatu        | 6 | 1 | 1 | 4 | 5  | 13 | −8 | 4   |

|                | Fiji  | Noua Caledonie | Noua Zeelandă | Vanuatu |
| -------------- | ----- | -------------- | ------------- | ------- |
| Fiji           | –     | 3 – 3          | 0 – 2         | 2 – 0   |
| Noua Caledonie | 4 – 0 | –              | 1 – 3         | 3 – 0   |
| Noua Zeelandă  | 0 – 2 | 3 – 0          | –             | 4 – 1   |
| Vanuatu        | 2 – 1 | 1 – 1          | 1 – 2         | –       |

Noua Zeelandă s-a calificat pentru playofful interfederații.

## Playofful interfederații
| Echipa 1 | Scor gen. | Echipa 2      | Tur | Retur |
| -------- | --------- | ------------- | --- | ----- |
| Bahrain  | 0–1       | Noua Zeelandă | 0–0 | 0–1   |

## Clasament marcatori
| Poz | Jucător            | Țara             | Total goluri | Goluri pe rundă | Goluri pe rundă | Goluri pe rundă | Goluri pe rundă |
| Poz | Jucător            | Țara             | Total goluri | S-G             | S-F             | ONC             | PO              |
| --- | ------------------ | ---------------- | ------------ | --------------- | --------------- | --------------- | --------------- |
| 1   | Osea Vakatalesau   | Fiji             | 12           | 9               | 1               | 2               | X               |
| 2   | Seule Soromon      | Vanuatu          | 9            | 8               | 1               | 0               | X               |
| 3   | Shane Smeltz       | Noua Zeelandă    | 8            | —               | —               | 8               | 0               |
| 4   | Commins Menapi     | Insulele Solomon | 7            | 6               | 1               | X               | X               |
| 5   | Roy Krishna        | Fiji             | 6            | 3               | 1               | 2               | X               |
| 5   | François Sakama    | Vanuatu          | 6            | 3               | 1               | 2               | X               |
| 7   | Michel Hmaé        | Noua Caledonie   | 5            | 0               | 0               | 5               | X               |
| 7   | Iamel Kabeu        | Noua Caledonie   | 5            | 4               | 1               | 0               | X               |
| 7   | Etienne Mermer     | Vanuatu          | 5            | 4               | 0               | 1               | X               |
| 10  | Pierre Wajoka      | Noua Caledonie   | 4            | 2               | 0               | 2               | X               |
| 10  | Henry Fa'arodo     | Insulele Solomon | 4            | 3               | 1               | X               | X               |
| 10  | Benjamin Totori    | Insulele Solomon | 4            | 4               | 0               | X               | X               |
| 13  | Pita Baleitoga     | Fiji             | 3            | 3               | 0               | 0               | X               |
| 13  | Pita Rabo          | Fiji             | 3            | 3               | 0               | 0               | X               |
| 13  | David Mulligan     | Noua Zeelandă    | 3            | —               | —               | 3               | 0               |
| 16  | Teariki Mateariki  | Insulele Cook    | 2            | 2               | X               | X               | X               |
| 16  | Maciu Dunadamu     | Fiji             | 2            | 0               | 0               | 2               | X               |
| 16  | Malakai Kainihewe  | Fiji             | 2            | 2               | 0               | 0               | X               |
| 16  | Malakai Tiwa       | Fiji             | 2            | 2               | 0               | 0               | X               |
| 16  | Taniela Waqa       | Fiji             | 2            | 2               | 0               | 0               | X               |
| 16  | Chris Cahill       | Samoa            | 2            | 2               | X               | X               | X               |
| 16  | Desmond Faaiuso    | Samoa            | 2            | 2               | X               | X               | X               |
| 16  | Penitito Tumua     | Samoa            | 2            | 2               | X               | X               | X               |
| 16  | Godwin Bebeu       | Insulele Solomon | 2            | 2               | 0               | X               | X               |
| 16  | Alick Maemae       | Insulele Solomon | 2            | 2               | 0               | X               | X               |
| 16  | Stanley Waita      | Insulele Solomon | 2            | 2               | 0               | X               | X               |
| 16  | Pio Palu           | Tonga            | 2            | 2               | X               | X               | X               |
| 16  | Richard Iwai       | Vanuatu          | 2            | 2               | 0               | 0               | X               |
| 16  | Jean Nako Naprapol | Vanuatu          | 2            | 1               | 0               | 1               | X               |
| 16  | Moise Poida        | Vanuatu          | 2            | 2               | 0               | 0               | X               |

- Shane Smeltz (Noua Zealandă)a fost golgheterul Cupei Națiunilor OFC 2008.

Legendă:

— - nu a jucat în această rundă

X - Eliminat
1 gol
| Samoa Americană - Ramin Ott Insulele Cook - Thomas Le Mouton - Kunda Tom Fiji - Josaia Bukalidi - Peni Finau - Salesh Kumar - Valerio Nawatu Noua Caledonie - Patrick Diaike - Ramon Djamali - Ramon Gjamaci - Jose Hmae - Mael Kaudre - Marius Mapou - Yohann Mercier - Poulidor Toto | Noua Zeelandă - Jeremy Christie - Rory Fallon - Ben Sigmund - Ivan Vicelich Samoa - Damien Fonoti - Junior Michael - Lionel Taylor Insulele Solomon - Judd Molea - Samson Takayama Tahiti - Temarii Tinorua - Axel Williams | Tonga - Unalato Feao - Lafeale Moala - Malakai Savieti - Kaisani Uhatahi Tuvalu - Viliamu Sekifu Vanuatu - Andrew Chichirua - Derek Malas - Victor Maleb - Tom Tomake |

Autogoluri
| Insulele Cook - Stephen Willis (pentru Tuvalu) |